# Frank Kovacs
Frank Kovacs, född 1918, död 1990, var en amerikansk högerhänt tennisspelare aktiv under 1940-talet.

## Tenniskarriären
Frank Kovacs tenniskarriär sammanföll till stora delar med det andra världskriget vilket kraftigt reducerade hans möjligheter till internationellt spel. 
Hans främsta merit som amatörspelare var finalplatsen 1941 i Grand Slam-turneringen Amerikanska mästerskapen. Han mötte där landmannen Bobby Riggs, och lyckades vinna det första setet, för att sedan vara chanslös i de tre följande. Riggs vann därmed sin sista singeltitel i en GS-turnering. 
Förutom finalplatsen i Amerikanska mästerskapen, märks bland Kovacs meriter säsongen 1941 fyra turneringstitlar, bland dessa SAP Open i Berkeley, Kalifornien. Kovacs finalbesegrade i den turneringen Riggs med 6-2, 6-2, 6-1 och rankades under säsongen 1941 som nummer två i singel i USA .  
Senåret 1941 blev både Kovacs och Riggs professionella tennisspelare. Kovacs hade måttliga framgångar som proffs men nådde 1950 final i US Pro 1950 som han förlorade mot Pancho Segura.

## Spelaren och personen
Kovacs var en lång välväxt idrottsman och mycket begåvad som tennisspelare. Han tog dock inte tennisen på samma allvar som många av konkurrenterna.  
Tennislegenden Bill Tilden skriver i sin bok "Game set och match" från 1950 om Kovacs att denne är den största naturbegåvning han någonsin sett, men att han har ett inneboende behov av att spela pajas medför att han inte kan koncentrera sig i en viktig match. Hans "clownerier" tenderade att tillta med åren i takt med att hans spelresultat försämrades. Även publiken blev i längden irriterad över detta eftersom det fördärvade spelet. 

## Singelfinaler i Grand Slam-turneringar

### Finalförluster  (1)
| År   | Mästerskap               | Finalmotståndare | Resultat        |
| 1941 | Amerikanska mästerskapen | Bobby Riggs      | 7-5 1-6 3-6 3-6 |